# Темперація
Темперація (від лат. temperatio — розмірність) — вирівнювання висотного співвідношення
ступенів звукової системи. Темперація відображає перебіг етапів розвитку музичних строїв — від природних (чистого, піфагорійського та ін.), що ґрунтуються на інтервалах натурального звукоряду, до штучних, темперованих — нерівномірного й рівномірного, що виникли у зв'язку з розвитком звуковисотної музичної системи шляхом математичного поділу звукоряду на рівні частини й зумовили появу нових жанрів та музичних інструментів.
- Рівномірна темперація — поділ октави на 12 однакових відрізків — півтонів. Рівномірно темперований стрій відрізняється від натурального тим, що всі півтони, які його утворюють, рівні. У зв'язку з недосконалістю 12-ступеневої Темперації Р. Бозанкет, Н. Меркатор і Ш. Танака запропонували 53-ступеневий стрій; П. Барановський і Є. Юцевич — 21-ступеневу, Є. Мурзін — 72-ступеневу системи темперації тощо.